# Europejski Związek Izb Przemysłu i Handlu
Europejski Związek Izb Przemysłu i Handlu w skrócie Eurochambres został założony w 1958 roku. Zrzesza 32 narodowe organizacje członkowskie, w tym Niemiecki Industrie- und Handelstag (DIHT) z Bonn Eurochambres ma siedzibę w Brukseli, jest rzecznikiem ponad 2000 izb przemysłu i handlu, reprezentujących ponad 19 mln firm europejskich.